# USS George Philip (FFG-12)
O USS George Philip é a sexta fragata de mísseis teleguiados da classe Oliver Hazard Perry da Marinha dos Estados Unidos e foi baptizado em homenagem ao comandante George Philip Jr..

## História
Encomendado aos estaleiros Todd Pacific Shipyards, em San Pedro, na Califórnia, a 27 de Fevereiro de 1976 como parte do programa FY76, o George Philip foi construído a 14 de Dezembro de 1977 e lançado ao mar um ano depois. Entrou ao serviço a 10 de Outubro de 1980 e encontra-se, em Dezembro de 2005, em reserva desde 15 de Março de 2003.